# Gouffre de Poudrey

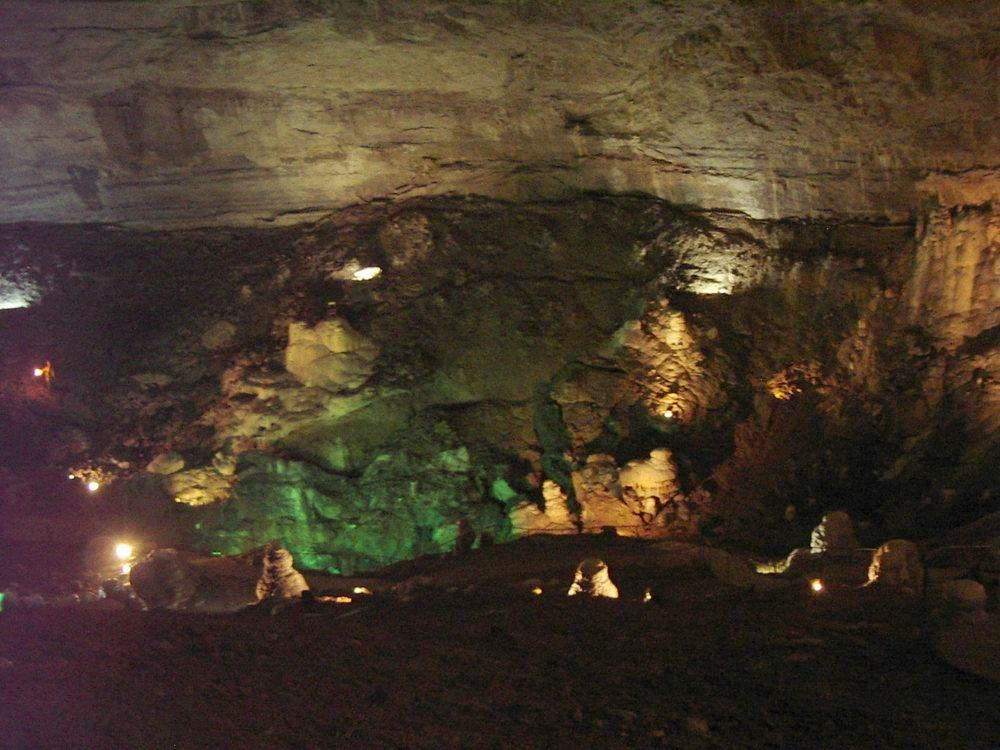
Gouffre de Poudrey

Gouffre de Poudrey ist eine für das Publikum zugängliche Tropfsteinhöhle im französischen Jura bei Étalans im Département Doubs in der Region Bourgogne-Franche-Comté. Sie wurde am 5. Februar 1899 zum ersten Mal offiziell von Eugène Fournier begangen.
Die Höhle liegt 70 m unter der Erde, die Höhlendecke ist 30 m dick. Sie hat einen Umfang von 400 m und einen maximalen Durchmesser von 130 m. Der Saal ist damit einer der zehn größten Hohlräume in Europa und der viertgrößte Frankreichs. Die harte Kalksteinschicht des Astartien ermöglichte es, dass sich kein Gewölbe, sondern eine ebene Decke gebildet hat.
Eine Doline, die sich vor ca. 30.000 Jahren geöffnet hat, ermöglicht den einfachen Zugang zur Höhle. Das Sickerwasser bildet einen kleinen See, dessen Abfluss für den Höhlenforscher nur für wenige Meter zugänglich ist. Der Bach tritt vermutlich 15 km entfernt als Quelle der Breme, einem Nebenfluss der Loue bei Ornans aus.
Das hochwertige Trinkwasser wurde bis 1970 über einen Zeitraum von 30 Jahren für ein in der Nähe liegendes Restaurant gefasst.

## Quelle
- Deutschsprachiges Faltblatt zur Führung